# Кербулак (Иркутская область)
Кербулак (бур. Хээрэ булаг) — деревня в Аларском районе Усть-Ордынского Бурятского округа Иркутской области. Входит в муниципальное образование «Егоровск».

## География
Деревня расположена в 33 км юго-восточнее районного центра (с учётом транспортной доступности), на высоте 525 м над уровнем моря, на реке Каменка (Ноты).
Состоит из 2 улиц: Центральной и Школьной.

## Происхождение названия
Название Кербулак происходит от бурятского хэр, хээрэ — «степь», «открытое пространство» и булаг — «ключ», «родник» (родник, протекающий по степи, открытому пространству).

## История
На 1874 год Кербулакский улус, где насчитывалось 14 жителей. На 1883 год население улуса составляло 29 человек.

## Население
| 2002 | 2010 | 2011 | 2012 |
| ---- | ---- | ---- | ---- |
| 132  | ↘101 | ↘100 | →100 |